# Амерички Србобран
Амерички Србобран су прве српске новине у САД. Почеле су да излазе 18. јануара 1906. године у Питсбургу (Пенсилванија) где и данас излази једном недељно.

## Американски Србобран
Српски православни савез Србобран је основан 15. јуна 1901. године у Макизпорту, Пенсилванија. Оснивачи савеза су Адам Маравић, Сава Хајдин, Миле Касар, Петар Хајдин и Симо Лапчевић, они су савез направили по угледу на Руски православни савез. Покренули су лист Амерички Србобран који је био орган тог савеза. Први уредник листа био је Миливој Бузаџић. У првом број часописа стављен је и програмски текст који је написао свештеник из Питсбурга Сава Војводић у коме се огледају задаци савеза: поучавање о српској народности, православној вери и спречавање однарођавања. Током Првог светског рата у Сједињене Америчке Државе био је упућен као делегат српске краљевске владе пешадијки потпуковник Милан Прибићевић ради прикупљања добровољаца за рат. Његов рад је био отежан због разједињености српских исељеника, а и југословенских. Оштре несугласице између појединачних удружења Срба, Хрвата и Словенаца доводили су до међунационалних сукоба. То се ипољавало нарочито међу удружењима Срба Србобран и Слога. Србобран је водио научник Паја Радосављевић, а Слогу научник Михајло Пупин. Њихови листови Амерички Србобран и Србобран нису бирали речи у међусобним обрачунима.